# US-P
US-P (acronyme du russe. Oupravlenniie Spoutnik Passivni en français Satellite de surveillance passif) et sa variante US-PM est une famille de satellites de renseignement d'origine électromagnétique soviétiques puis russes développée dans les années 1960 pour localiser les navires militaires des flottes ennemies en écoutant de manière passive les émissions électromagnétiques de leurs appareillages électroniques (émetteurs radio, radars...). Ces satellites de type EORSAT (Electronic Ocean Reconnaissance Satellite) étaient utilisés pour obtenir des renseignements tactiques et fournir les coordonnées de leur cible aux missiles air-mer et mer-mer trans-horizons chargés de couler les navires. L'US-P est conçu dans les années 1960 par l'OKB-52 et construit par KB Arsenal installé à Leningrad. D'une masse d'environ 3 tonnes il est placé sur une orbite basse par un lanceur Tsiklon-2. Le premier lancement a lieu en 1974 et le système est déclaré opérationnel en 1978. 50 satellites de ce type sont mis en œuvre jusqu'à la fin des années 2000. Les données recueillies par les US-P étaient complétées par celles des satellites RORSAT (US-A) qui utilisaient un radar actif pour détecter les navires faisant silence radio. À partir de 1993 l'US-P est remplacé par l'US-PM qui reprend également le rôle des RORSAT. La Russie ne dispose plus en 2014 de satellite US-PM opérationnel mais la relève devrait être assurée au cours de la décennie 2010 par les Pion-NKS en cours de développement.

## Historique

### Contexte
Dans les années 1960, la marine de guerre soviétique subit une évolution majeure avec un quasi-abandon des navires de grande taille au profit de navires plus modestes - croiseurs, destroyers, patrouilleurs - équipés de missiles de croisière mer-mer à longue portée (500 km) et dotés de têtes nucléaires. Parmi ces missiles figurent par exemple le P-5 Pityorka développé par le bureau d'études OKB-52 dirigé par Vladimir Tchelomeï et entré en service opérationnel en 1959. Les responsables militaires soviétiques comptaient sur ces missiles pour contrebalancer l'écrasante supériorité de la flotte américaine. Mais pour que ces armes soient efficaces il fallait disposer d'un système permettant de localiser une cible qui la plupart du temps serait au-delà de la portée des radars des navires soviétiques. Des avions spécialisés équipés de radar (Tu-16 RT et Tu-95 RT) et même des hélicoptères (Ka-25 RT sont mis au point et entrent en service opérationnel à partir de 1965. Mais ces aéronefs étaient vulnérables car ils pouvaient facilement être abattus par la défense anti-aérienne des flottes américaines.

### Définition d'un cahier des charges
L'OKB-52 de Tchelomeï avec l'aide des ingénieurs du bureau d'études KB-1 (en) spécialisé dans les systèmes de défense aérienne et dans les satellites anti-missiles définissent en 1959-1960 le cahier des charges d'un satellite pouvant se substituer aux aéronefs en dépistant les navires depuis l'espace. Selon ce cahier des charges, ce satellite doit disposer d'un radar pour pouvoir détecter les navires par tous temps, de jour comme de nuit, ainsi que d'un système d'écoute des émissions électromagnétiques. Son système de contrôle doit permettre de connaître précisément son orbite et de modifier celle-ci sur commande. Il prévoit de développer pour les navires porte missiles un système capable de traiter les données collectées par le satellite et d'injecter directement les paramètres de la cible dans le système de guidage des missiles. Enfin il met en avant la nécessité de développer un lanceur capable de placer en orbite le satellite. Les deux aspects les plus critiques du système sont le caractère tous temps du système et sa capacité à fournir des données suffisamment récentes car la vitesse de déplacement des navires ennemis rend rapidement les données caduques.

### Développement du système
Tchelomeï est un des favoris du dirigeant soviétique de l'époque Nikita Khrouchtchev. Il présente un projet de développement du satellite conçu sur la base du cahier des charges établi avec le KB-1. Le satellite doit être placé en orbite par un nouveau lanceur basé sur son missile UR-200 capable de placer 4 tonnes en orbite basse. Le projet est accepté officiellement en juin 1962. Il comporte de nombreux points communs avec le projet de satellite anti-satellite IS développé par KB-1. La chute de Khrouchtchev en 1964 entraîne celle de son favori Tchelomei. Le bureau d'études KB-1 reprend la tête du projet dont l'OKB-52 n'est désormais plus qu'un sous-traitant. Le département du KB-1 qui est chargé de ce développement et qui est dirigé par Anatoli Savin deviendra autonome en 1973 et prendra l'appellation OKB-41. La disgrâce de Tchelomeï entraîne l'abandon du projet de lanceur basé sur l'UR-200 au profit d'une fusée développée à partir du missile balistique R-36. Deux pas de tir sont construits à Baïkonour pour ce nouveau lanceur baptisé Tsiklon-2 (le chiffre indique le nombre d'étages). À la suite de l'adoption du nouveau lanceur moins puissant que celui envisagé, les ingénieurs soviétiques décident de diviser la charge utile en développant deux types de satellite pour réduire la masse à placer en orbite : l'US-A (plus connu sous son appellation occidentale RORSAT) emporte le radar prévu tandis que la charge utile de l'US-P est constituée par les équipements d'écoute radio. L'institut de recherche TsNII-108 est chargé de développer les deux charges utiles.

### Carrière opérationnelle
Le premier US-P est lancé sous l'appellation Cosmos 699 en 1974 et le système est déclaré opérationnel en 1978. 36 satellites de ce type sont lancés durant l'ère soviétique (avant 1992) et 3 par la suite. Pour que le système reste opérationnel en temps de paix, il est nécessaire de disposer en permanence de deux satellites en orbite. Mais la fréquence des lancements décline à la fin de l'ère soviétique au point qu'en mars 1993 il ne subsiste plus aucun satellite opérationnel. Alors que le maintien des autres systèmes satellitaires militaires n'est plus assuré durant la décennie 1990, les US-PM qui ont pris le relais des US-P bénéficient un temps d'une priorité très élevée puisque la Russie dispose de quatre satellites opérationnels en 1994 puis de cinq en six en 1997 qui viennent en partie compenser l'arrêt de la version US-A. Mais cet effort n'est pas poursuivi car en décembre 1999, il n'y a de nouveau plus aucun satellite opérationnel. Il s'ensuit jusqu'en 2007 une période durant laquelle la couverture dure le temps de vie d'un unique satellite (de 18 à 24 mois généralement) suivi généralement d'une période sans aucun satellite en fonctionnement. Le dernier satellite US-PM est lancé en 2006. À compter de 2007 la Russie ne dispose plus de satellite de ce type. La production des US-P/US-PM s'est arrêtée au milieu des années 1990 et les satellites de ce type lancés par la suite étaient des engins produits à l'avance et stockés.   Le lancement du premier exemplaire du successeur des satellites US, le Pion-NKS, développé dans le cadre du programme Liana, est initialement programmé en 2012 mais n'a lieu qu'en 2021.

## Caractéristiques techniques

### US-P
Le corps du satellite US-P est un engin cylindrique de 1,3 mètre de diamètre pour une masse de 3,3 tonnes. Le corps du satellites est encadré par deux panneaux solaires une fois et demi plus long et parallèle à celui-ci qui portent la longueur hors tout à 17 mètres. Le satellite dispose d'un système de détection des signaux électromagnétiques développé par la branche de l'institut de recherche TsNII-108 située à Kalouga. Une antenne de grande taille en forme de X collecte les signaux électromagnétiques émis par la flotte ennemie. Les corrections d'orbite et d'orientation sont réalisées à l'aide de 4 moteurs-fusées de 100 newton brulant un mélange de UDMH et de peroxyde d'azote stocké dans 8 réservoirs de 60 litres. Des moteurs ioniques sont utilisés pour les ajustements fins et fréquents de l'orbite. D'après les analystes occidentaux, le système était capable de fournir des données sur les cibles potentielles avec une précision de 2 kilomètres. Des micro propulseurs Les navires lance-missiles soviétiques puis russes étaient équipés d'antennes Punch Bowl (codification OTAN) permettant de recevoir directement les signaux des satellites US-A et US-P grâce au relais assuré par des satellites de télécommunications de type Molnia ou Tsiklon. Les coordonnées des cibles étaient alors introduites dans le système de guidage de missiles anti-navires comme le P-500 Basalt. Une station terrestre avait été construite spécifiquement près de la ville de Noguinsk, située à une quarantaine de km à l'est de Moscou, pour contrôler les US-A et les US-P ainsi que les satellites anti-satellites IS,.

### US-PM
L'US-PM (M pour Modifikirovanni), parfois également appelée US-PU, est une version améliorée de l'US-P qui remplace celui-ci à partir de 1993 et est lancée à 13 exemplaires.

## Mise en œuvre
| Nombre US-P/US-A | Latitude du site | Latitude du site | Latitude du site | Latitude du site | Latitude du site | Latitude du site | Latitude du site | Latitude du site |
| Nombre US-P/US-A | 0°               | 10°              | 20°              | 30°              | 40°              | 50°              | 60°              | 70°              |
| ---------------- | ---------------- | ---------------- | ---------------- | ---------------- | ---------------- | ---------------- | ---------------- | ---------------- |
| 1 US-P           | 28 h.            | 24 h.            | 24 h.            | 20 h.            | 16 h.            | 14 h.            | 6 h.             | 28 h.            |
| 2 US-P           | 14 h.            | 12 h.            | 12 h.            | 10 h.            | 8 h.             | 7 h.             | 3 h.             | 14 h.            |
| 4 US-P           | 7 h.             | 6 h.             | 6 h.             | 5 h.             | 4 h.             | 3,5 h.           | 1,5 h.           | 7 h.             |
| 2 US-P 2 US-A    | 9 h.             | 8 h.             | 8 h.             | 7 h.             | 6 h.             | 5 h.             | 2,3 h.           | 3 h.             |
| 4 US-P 7 US-A    | 4 h.             | 3 h.             | 3 h.             | 3 h.             | 2,4 h.           | 2 h.             | 1 h.             | 0,9 h.           |

Les satellites US-P circulent sur une orbite d'altitude moyenne de 435 km avec une inclinaison de 65°. La durée de vie d'un satellite était en moyenne d'un an et demi. Compte tenu de la vitesse de déplacement des navires, le système devait pouvoir actualiser la position des cibles toutes les deux heures afin que les coordonnées fournies au missile restent exploitables. Le temps entre deux survols d'une zone dépendait de sa latitude et du nombre de satellites US-P en orbite (cf tableau de droite). Selon un rapport de la CIA établi en 1993, l'Union soviétique disposait, en prévision d'un conflit, d'un stock de 22 lanceurs Tsiklon-2 sur le cosmodrome de Baïkonour et de 7 satellites US-P/A ainsi qu'une douzaine de satellites anti-satellites IS prêts à être lancés. En cas de conflit pour fournir une position des navires circulant entre les latitudes 50 et 70° actualisée tous les deux heures, l'Union soviétique devait disposer de 7 satellites US-A et 4 satellites US-P en orbite. Les procédures de lancement très automatisées des Tsiklon-2 devaient permettre de mettre en orbite de 6 à 10 satellites par jour. Le délai pour lancer une fusée Tsiklon-2.

## Historique des lancements
| Date lancement | type  | Désignation | référence Cospar | Durée de vie opérationnelle | Dernière manœuvre | Rentrée atmosphérique | Commentaire |
| -------------- | ----- | ----------- | ---------------- | --------------------------- | ----------------- | --------------------- | ----------- |
| 24/12/1974     | US-P  | Cosmos 699  | 1974-103A        |                             | mars 1975         | 16 octobre 1977       |             |
| 29/10/1975     | US-P  | Cosmos 777  | 1975-102A        |                             |                   | 3 juin 1976           |             |
| 2/7/1976       | US-P  | Cosmos 838  | 1976-063A        |                             |                   |                       |             |
| 26/11/1976     | US-P  | Cosmos 868  | 1976-113A        |                             |                   |                       |             |
| 24/8/1977      | US-P  | Cosmos 937  | 1977-077A        | 196 jours                   |                   |                       |             |
| 18/4/1979      | US-P  | Cosmos 1094 | 1979-033A        |                             |                   |                       |             |
| 25/4/1979      | US-P  | Cosmos 1096 | 1979-036A        |                             |                   |                       |             |
| 14/3/1980      | US-P  | Cosmos 1167 | 1980-021A        | 372 jours                   |                   |                       |             |
| 4/11/1980      | US-P  | Cosmos 1220 | 1980-089A        | 145 jours                   |                   |                       |             |
| 21/3/1981      | US-P  | Cosmos 1260 | 1981-028A        | 176 jours                   |                   |                       |             |
| 4/8/1981       | US-P  | Cosmos 1286 | 1981-072A        | 224 jours                   |                   |                       |             |
| 14/9/1981      | US-P  | Cosmos 1306 | 1981-089A        | 150 jours                   |                   |                       |             |
| 11/2/1982      | US-P  | Cosmos 1337 | 1982-010A        | 8 jours                     |                   |                       |             |
| 29/4/1982      | US-P  | Cosmos 1355 | 1982-038A        | 249 jours                   |                   |                       |             |
| 4/9/1982       | US-P  | Cosmos 1405 | 1982-088A        | 91 jours                    |                   |                       |             |
| 7/5/1983       | US-P  | Cosmos 1461 | 1983-044A        | 268 jours                   |                   |                       |             |
| 29/10/1983     | US-P  | Cosmos 1507 | 1983-110A        | 222 jours                   |                   |                       |             |
| 30/5/1984      | US-P  | Cosmos 1567 | 1984-053A        | 538 jours                   |                   |                       |             |
| 7/8/1984       | US-P  | Cosmos 1588 | 1984-083A        | 341 jours                   |                   |                       |             |
| 23/1/1985      | US-P  | Cosmos 1625 | 1985-008A        | 0 jours                     |                   |                       |             |
| 18/4/1985      | US-P  | Cosmos 1646 | 1985-030A        | 312 jours                   |                   |                       |             |
| 19/9/1985      | US-P  | Cosmos 1682 | 1985-082A        | 382 jours                   |                   |                       |             |
| 27/2/1986      | US-P  | Cosmos 1735 | 1986-021A        | 576 jours                   |                   |                       |             |
| 25/3/1986      | US-P  | Cosmos 1737 | 1986-025A        | 254 jours                   |                   |                       |             |
| 4/8/1986       | US-P  | Cosmos 1769 | 1986-059A        | 367 jours                   |                   |                       |             |
| 8/4/1987       | US-P  | Cosmos 1834 | 1987-031A        | 510 jours                   |                   |                       |             |
| 10/10/1987     | US-P  | Cosmos 1890 | 1987-086A        |                             |                   |                       |             |
| 28/5/1988      | US-P  | Cosmos 1949 | 1988-045A        | 662 jours                   |                   |                       |             |
| 18/11/1988     | US-P  | Cosmos 1979 | 1988-101A        | 374 jours                   |                   |                       |             |
| 24/7/1989      | US-P  | Cosmos 2033 | 1989-058A        | 516 jours                   |                   |                       |             |
| 27/9/1989      | US-P  | Cosmos 2046 | 1989-079A        | 560 jours                   |                   |                       |             |
| 24/11/1989     | US-P  | Cosmos 2051 | 1989-092A        | 260 jours                   |                   |                       |             |
| 14/3/1990      | US-P  | Cosmos 2060 | 1990-022A        | 527 jours                   |                   |                       |             |
| 23/8/1990      | US-P  | Cosmos 2096 | 1990-075A        | 710 jours                   |                   |                       |             |
| 14/11/1990     | US-P  | Cosmos 2103 | 1990-096A        | 49 jours                    |                   |                       |             |
| 4/12/1990      | US-P  | Cosmos 2107 | 1990-108A        | 461 jours                   |                   |                       |             |
| 18/1/1991      | US-P  | Cosmos 2122 | 1991-005A        | 775 jours                   |                   |                       |             |
| 30/3/1993      | US-PM | Cosmos 2238 | 1993-018A        | 540 jours                   |                   |                       |             |
| 28/4/1993      | US-PM | Cosmos 2244 | 1993-029A        | 657 jours                   |                   |                       |             |
| 7/7/1993       | US-PM | Cosmos 2258 | 1993-044A        | 603 jours                   |                   |                       |             |
| 17/9/1993      | US-PM | Cosmos 2264 | 1993-060A        | 564 jours                   |                   |                       |             |
| 2/11/1994      | US-PM | Cosmos 2293 | 1994-072A        | 509 jours                   |                   |                       |             |
| 8/6/1995       | US-PM | Cosmos 2313 | 1995-028A        | 683 jours                   |                   |                       |             |
| 20/12/1995     | US-PM | Cosmos 2326 | 1995-071A        | 659 jours                   | 10/10/1997        | 8/11/1997             |             |
| 11/12/1996     | US-PM | Cosmos 2335 | 1996-069A        |                             |                   |                       |             |
| 9/12/1997      | US-PM | Cosmos 2347 | 1997-079A        |                             |                   |                       |             |
| 26/12/1999     | US-PM | Cosmos 2367 | 1999-072A        |                             |                   |                       |             |
| 21/12/2001     | US-PM | Cosmos 2383 | 2001-057A        |                             |                   |                       |             |
| 28/5/2004      | US-PM | Cosmos 2405 | 2004-020A        |                             |                   |                       |             |
| 25/6/2004      | US-PM | Cosmos 2421 | 2006-026A        |                             |                   |                       |             |

### Sources et bibliographie
- (en) Asif Siddiqi, « Staring at the sea: the soviet RORSAT and EORSAT programmes », Journal of the Bristish Interplenanetary Society, vol. 52, nos 11/12,‎ novembre/décembre 1999, p. 394-416 (lire en ligne)

- (en) Brian Harvey, The Rebirth of the Russian Space Program - 50 Years After Sputnik, New   Frontiers, Springer-Praxis, 2007, 358 p. (ISBN 978-0-387-71354-0, lire en ligne)la renaissance du programme spatial russe après l'éclatement de l'Union Soviétique